# Macroscelideus
Els macroscelideus (Macroscelidea) són un ordre de mamífers del superordre dels afroteris. Els representants vivents d'aquest grup, tots pertanyents a la família de les musaranyes elefant (Macroscelididae), són oriünds d'Àfrica. S'alimenten principalment d'insectes. Tenen el musell llarg, mòbil i amb forma de trompa, així com unes potes posteriors llargues i esveltes que els permeten córrer a alta velocitat tant a quatre potes com a dues.